# Ленино (Дагестан)
Ленино (кутан колхоза им. Ленина) — кутан Рутульского района Дагестана. Подчиняется Кальялскому сельсовету.

## Географическое положение
Расположен на территории Бабаюртовского района, в 24 км к юго-востоку от села Бабаюрт.

## История
Образован на землях отгонного животноводства.